# كينونة

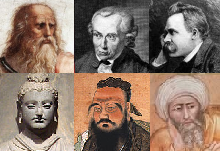

الكَيْنُونَة، وأصلها كانَ يَكُون، كُنْ، كَوْنًا وكِيانًا وكَيْنُونَةً، فهو كائِن.
فالكَيْنُونَة هي مصدر كانَ، فيقال كَانَ الأَمْرُ: أي وُجِدَ، وكَأَنْ لَمْ يَكُنْ: أي لَمْ يُوجَدْ.
الكَيْنُونَة هو مفهوم واسع للغاية يشمل الميزات الموضوعية والذاتية للواقع والوجود. كما أن أي شيء يشارك في الوجود يسمى كذلك «كَيْنُونَة»، على الرغم من هذا الاستخدام غالباً ما يقتصر على الكيانات التي لديها ذات (كما يوجد لدى "الإنسان") لأنها الوحيدة القادرة على إدراك الوجود. لذلك فإن مصطلح «الكَيْنُونَة» واسع المعنى ومثير للجدل في تاريخ الفلسفة.

## تعريف الكَيْنونَة في الفلسفة الحديثة
الكَيْنُونَة هي الحياة. إنها الوجود. لنكون تعني لنعيش، أو لنتواجد. تجد الكَيْنُونَة أو الوجود تعبيراً لها في مختلف نواحي الحياة: في التفكير والتكلم والعمل والاختبار والشعور. إن جميع نواحي الحياة لها أسسها في الكَيْنُونَة.